# Okresní hejtmanství (Karviná)
Okresní hejtmanství je dům v ulici Fryštátská čp. 178 v katastrálním území Karviná-město v místní části Fryštát, jenž je od roku 1994 kulturní památkou.

## Historie
Zrušením poddanství v roce 1848 zanikly patrimoniální úřady nebo magistráty, které vykonávaly veřejnou zprávu v první instanci. Na základě císařského nařízení z 26. června 1849 byla schválená nová organizace veřejné správy a základní územní jednotkou se staly tzv. politické okresy. Pro soudní obvody okresů Těšín, Fryštát a Jablunkov vzniklo Okresní hejtmanství v Těšíně, které podléhalo Slezskému místodržitelství v Opavě. V první polovině padesátých let 19. století bylo Okresní hejtmanství rozděleno na tři samostatné okresní úřady v Těšíně, Fryštátě a Jablunkově. Soudní okres Fryštát se stal v roce 1868 součástí samostatného politického okresu Fryštát. Toto uspořádání zaniklo po rozpadu Rakousko-Uherska.
Původní budova Okresního hejtmanství na ulici Fryštátská čp. 178/40 patří k nejvýznamnějším stavbám Fryštátu. Pro potřebu fryštátského hejtmanství byla postavena v roce 1850 v historizujícím stylu. V meziválečném období v budově sídlil okresní hejtman a v době nacistické okupace byla sídlem německé policie.
Po skončení druhé světové války byla budova v majetku okresního stavebního podniku a v letech 1964–1993 zde sídlil Okresní archív Karviná. Od roku 1993 je v majetku Vězeňské služby České republiky – věznice Karviná.

## Popis

### Exteriér
Dům okresního hejtmanství je samostatně stojící zděná omítaná jednopatrová budova postavena na půdorysu obdélníku a ukončena sedlovou střechou krytou taškami. K dvorní straně budovy je přistaven přístavek sociálního zařízení. Uliční průčelí má pět okenních os. V přízemí ve střední ose jsou prosklené dvoukřídlé dveře se světlíkem. Po obou stranách dveří je dvojice obdélných oken. Boční průčelí jsou dvouosá, ve štítu jsou dvě půdní okénka a nad nimi ve vrcholu štítu je slepý kruh. Fasáda je vertikálně členěna mezi patry kordonovou římsou a profilovanou korunní římsou. V uličním průčelí v šířce tří prostředních okenních os je korunní římsa zdobená obloučkovým vlysem. Pod korunní římsou v krajních osách je hladký pás s obdélnými vpadlinami a slepými půdními okénky. Vertikálně fasádu člení lizény, které také lemují štítová průčelí. Po stranách oken v patře jsou pilastry s volutovými hlavicemi a vejcovsem. Na hlavice pilastrů nasedá profilovaná nadokenní římsa, pod ní v nadpraží okna je nakoso umístěn čtverec. Trojice oken v uličním průčelí má obdélné parapetní výplně s pravoúhlými výřezy.

### Interiér
Chodba v přízemí je zaklenuta valenou klenbou. místnosti jsou zaklenuty mělkými plackami a pruskými klenbami. Na patro z chodby vede kamenné schodiště s litinovým zdobeným zábradlím. Velká místnost v patře je zdobená fabionovou římsou.

## Galerie

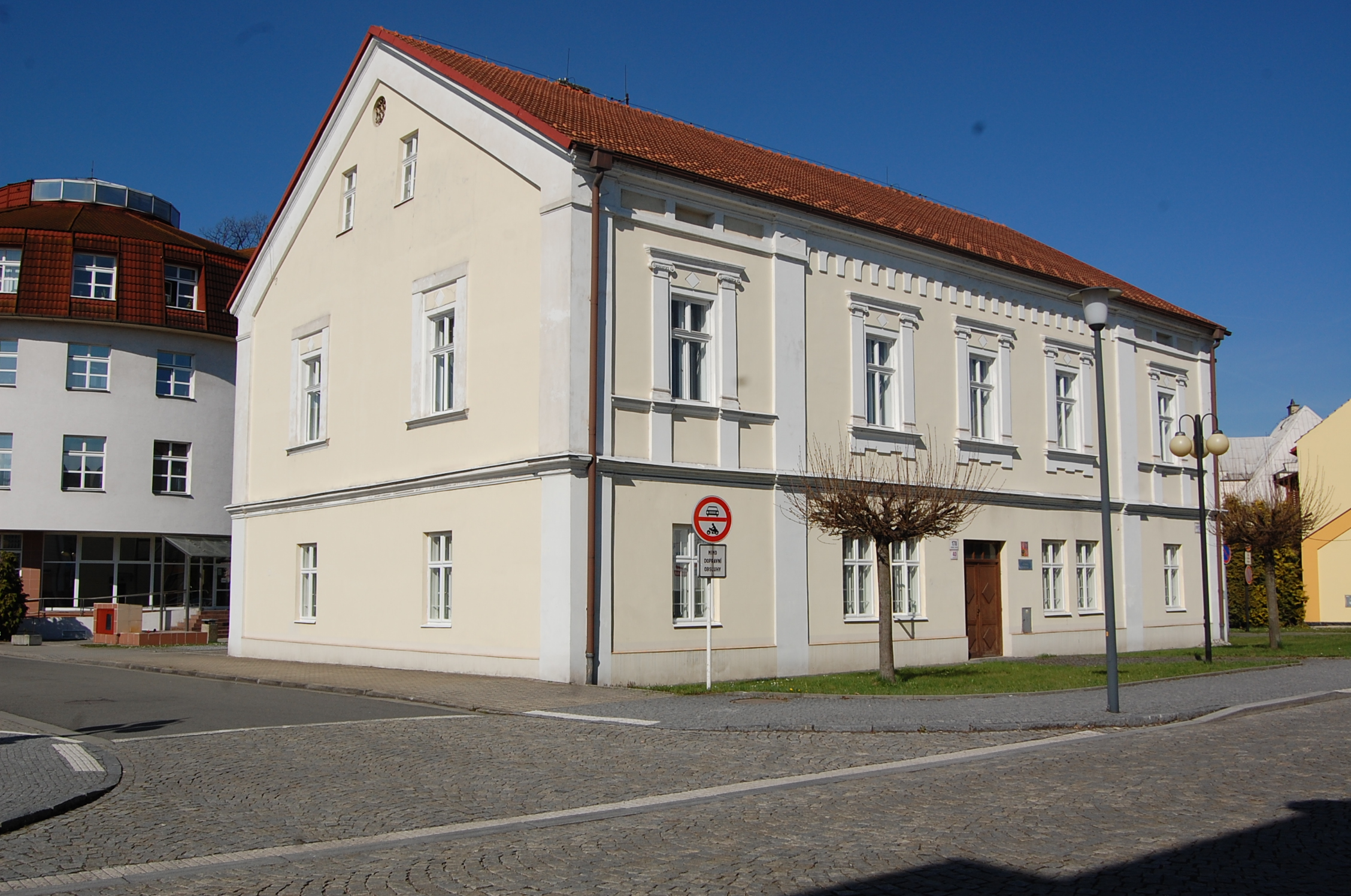
Pohled na levé průčelí
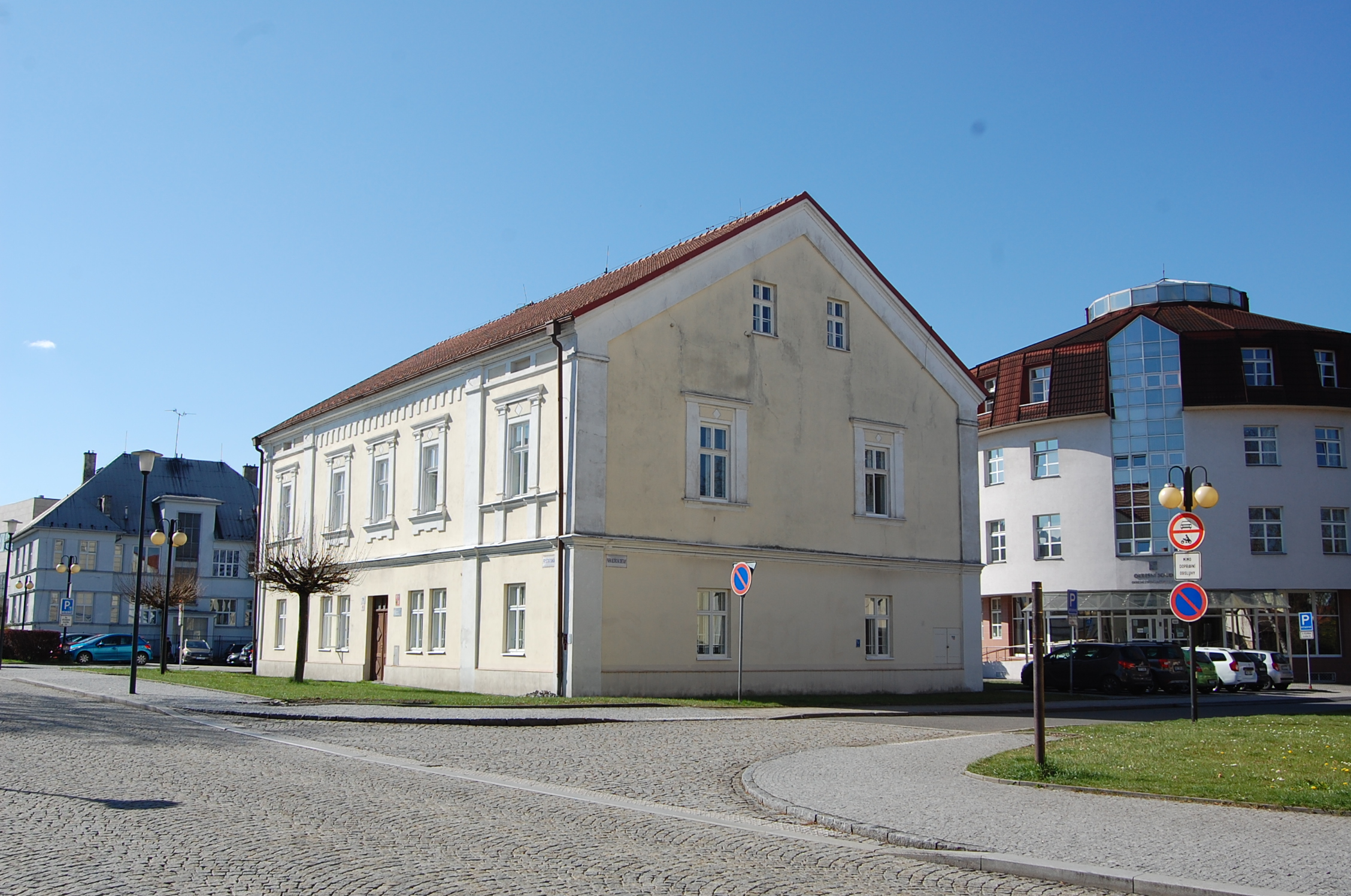
Pohled na pravé průčelí
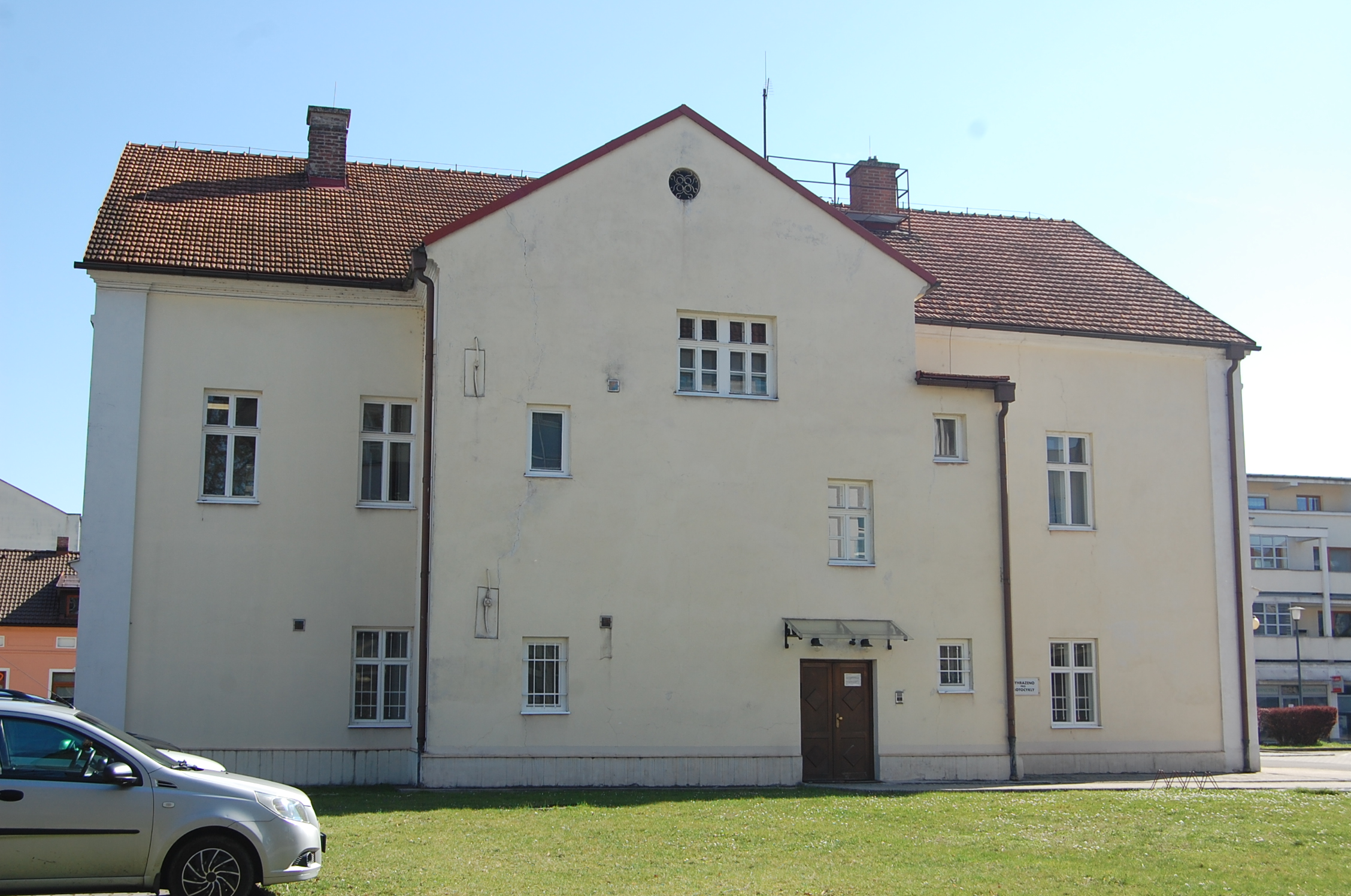
Dvorní strana
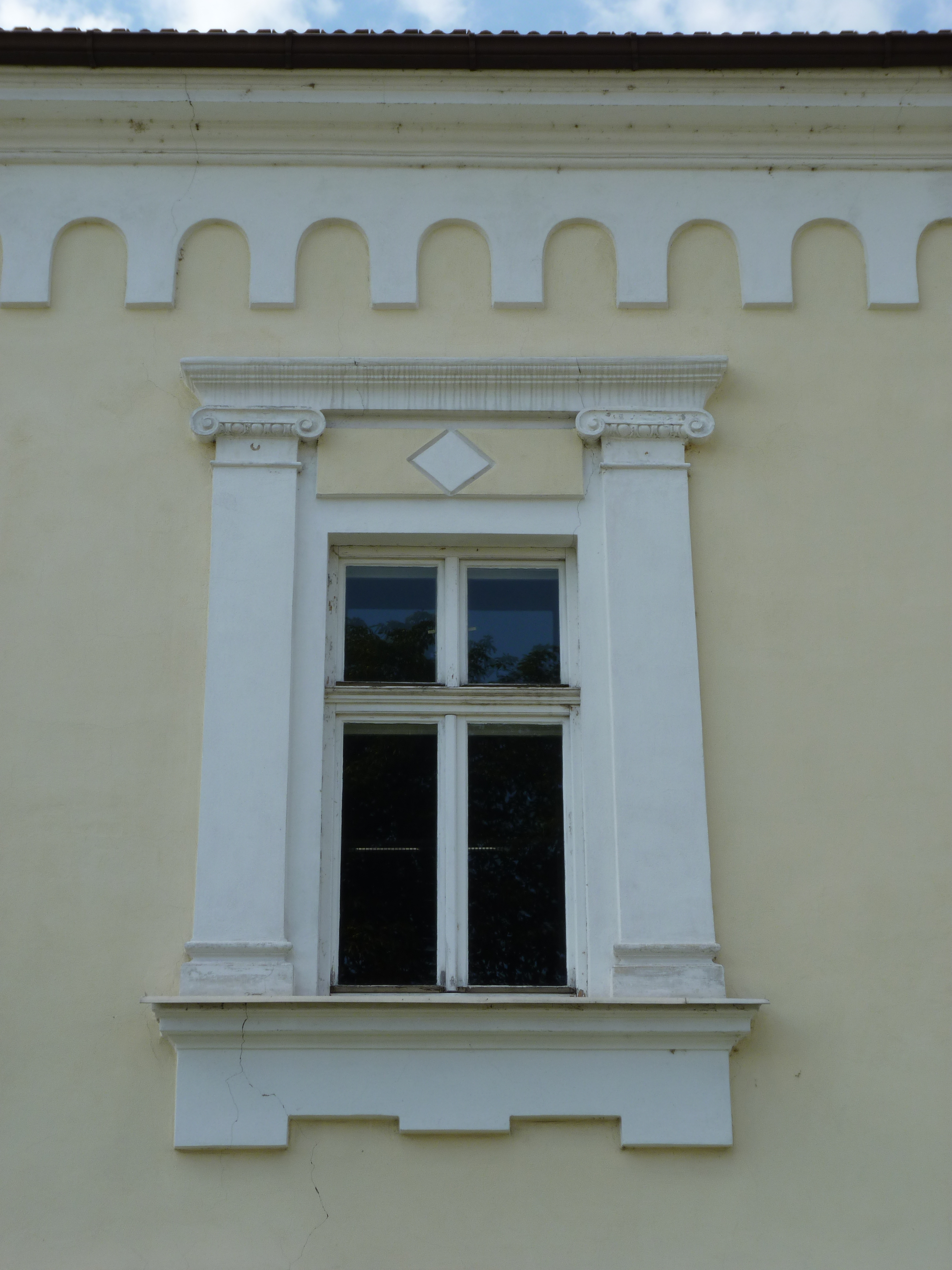
Detail okna v patře uličního průčelí